# Heinrich von Nathusius (Unternehmer)
Heinrich von Nathusius (* 5. Juni 1943 in Berlin) ist ein deutscher Wirtschaftsmanager und Unternehmer. Er baute die heutige IFA-Rotorion Holding GmbH in Haldensleben zu einem bedeutenden Hersteller von Antriebskomponenten im Fahrzeugbau auf.

## Leben
Heinrich von Nathusius ist das älteste von drei Kindern des Heinrich von Nathusius (1900–1964) und der Viktoria, geb. Varnhagen. Er stammt aus einer in und um Magdeburg verwurzelten Familie. Sein Großvater war der Wissenschaftler Simon von Nathusius. Die Schulzeit verbrachte er in Oedt, in Kempten (Allgäu) und im Internat Landheim Ammersee. Nathusius ist mit Marie-Andl, geb. Freiin von Fürstenberg (* 1949) verheiratet. Das Paar hat zwei Töchter und einen Sohn.

### Manager
Nach Ableistung des Wehrdienstes begann Nathusius als Geschäftsführungsassistent seine Karriere in der Stahlindustrie. Ab Mitte der 1970er Jahre wurde er in Leitungsfunktionen großer Stahlhandelsgesellschaften eingesetzt. Von 1987 bis 1991 war er Vorsitzender der Geschäftsführung der Krupp-Stahlhandelsgesellschaft in Duisburg.

### Gründer der IFA-Gruppe
Im Jahr 1992 erwarb Heinrich von Nathusius von der Treuhandanstalt das zum ehemaligen Industrieverband Fahrzeugbau (IFA) gehörende IFA-Gelenkwellenwerk Haldensleben. Unter seiner Leitung wuchs das zunächst in IFA-Maschinenbau GmbH umfirmierte Unternehmen zu einer Firmengruppe, die heute mit Standorten in Deutschland und den USA ein bedeutender Lieferant für Hersteller in der Automobil-, Lastkraftwagen- und Landwirtschaftstechnik-Industrie ist. Die Firma, die nach der Sanierung 1995 nur knapp 100 Mitarbeiter hatte, beschäftigte im Jahr 2010 weltweit etwa 1.400 Angestellte. Nathusius leitete die Gruppe als geschäftsführender Gesellschafter bis zum Jahr 2009. Seitdem ist er Vorsitzender des Aufsichtsgremiums. Im Jahr 2003 wurde er als Investor des Jahres 2003 in Sachsen-Anhalt ausgezeichnet. Engagiert war Nathusius besonders bei der Ausbildung und Förderung der Mitarbeiter seiner Betriebe.
Im Dezember 2010 wurde Nathusius vom Business Club Aachen Maastricht der seit 2007 jährlich verliehene Unternehmerpreis verliehen. In den Ansprachen des sachsen-anhaltischen Ministerpräsidenten Wolfgang Böhmer und des ehemaligen Aachener Bürgermeisters Ulrich Daldrup wurde Nathusius als „Symbol für den Aufbruch des Ostens Deutschlands“ bezeichnet.
Nathusius wurde im Januar 2012 auch mit dem Bundesverdienstkreuz 1. Klasse ausgezeichnet; überreicht wurde es vom Ministerpräsidenten Sachsen-Anhalts, Reiner Haseloff. Der Ausgezeichnete wurde für sein Lebenswerk als Unternehmer sowie als ehrenamtlicher Förderer der Region Haldensleben geehrt.

### Einstieg beim Fahrradhersteller MIFA
Im Dezember 2014 wurde bekannt, dass Nathusius und seine Kinder den insolventen Fahrradhersteller MIFA übernehmen. Das Land Sachsen-Anhalt unterstützte den Kauf mit einem Kredit "im niedrigen zweistelligen Millionenbereich" von der Investitionsbank Sachsen-Anhalt und einer Landesbürgschaft.
Nach einem erneuten Insolvenzantrag im Januar 2017 trat er als Geschäftsführer zurück.
Verkaufspläne scheiterten Ende Mai 2017 nach Angaben der Unternehmer Puellos an von Nathusius, dessen Familie die Halle aus separaten eigenen Mittel bezahlt habe. Er verlangt für die Halle die Baukosten von rund 17 Millionen Euro. Der Vorschlag der Puellos, die Halle erst zu mieten und später zu kaufen, soll abgelehnt worden sein wurde aus Verhandlungskreisen berichtet.
Im Juli 2017 übernahm der ehemalige Automanager Stefan Zubcic die Mifa und benannte diese in Sachsenring Bike Manufaktur um.

### Ämter
Nathusius war und ist in Leitungsgremien verschiedener lokaler oder regionaler Institutionen vertreten. So war er als ehrenamtlicher Arbeitsrichter sowie als Mitglied des Aufsichtsrates der Norddeutschen Landesbank tätig. Er ist Vorstandsmitglied des Automotive Mahreg e.V. und Kuratoriumsmitglied der Evangelischen Stiftung Neinstedt. Auch im Förderverein der Schinkel-Simultankirche in Althaldensleben ist er als Vorstandsmitglied aktiv.